# آلودگی

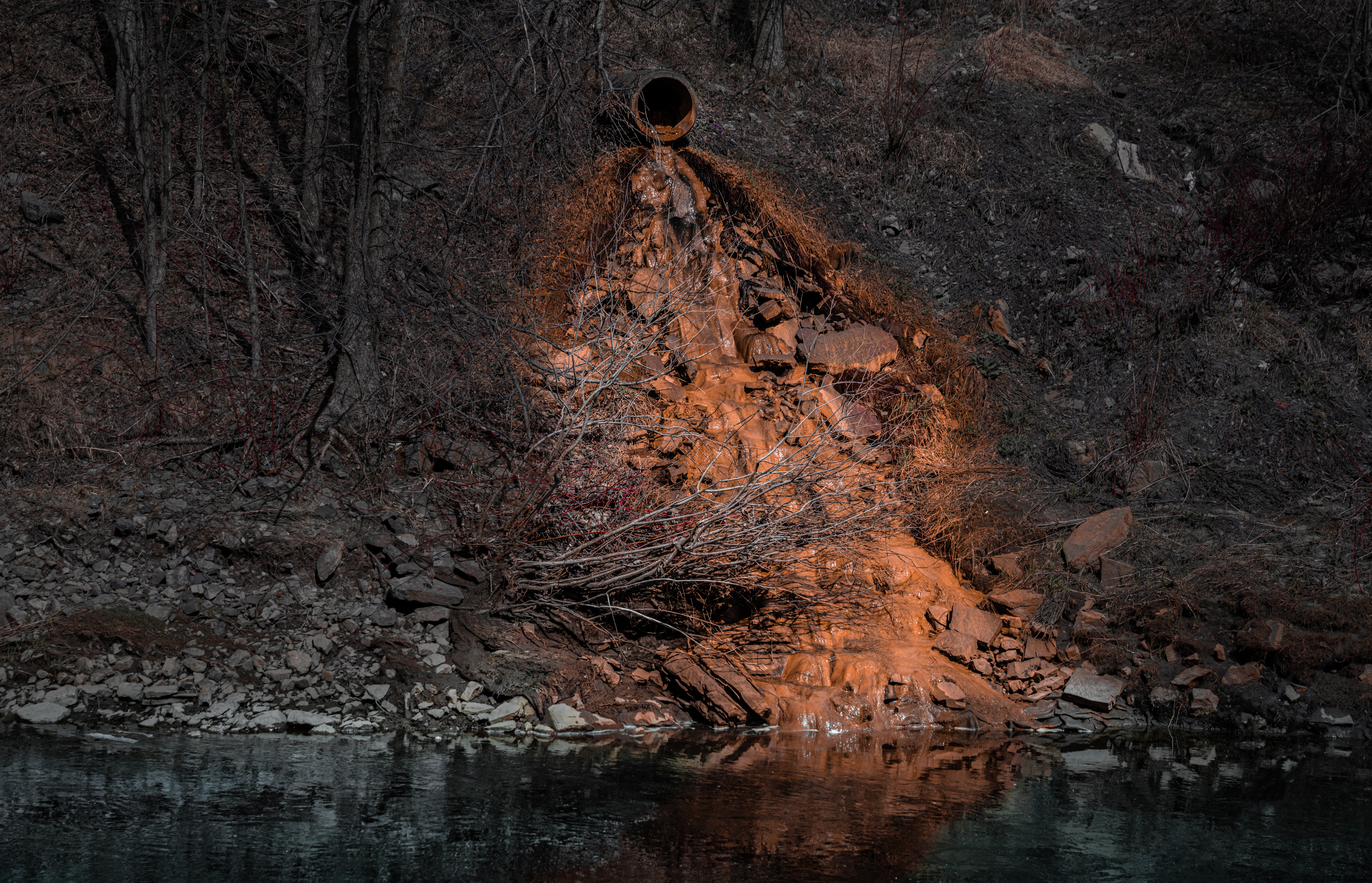
نمونه‌ای از آلودگی خاک و آلودگی آب که به موجب آن ضایعات صنعتی به رودخانه سن شارل، در کِبِک، کانادا ریخته می‌شوند.

آلودگی (به انگلیسی: Pollution) به ورود آلاینده‌ها به یک محیط که باعث ناپایداری، اختلال، آسیب یا ناراحتی برای موجودات زنده شود گفته می‌شود. آلودگی می‌تواند به شکل مواد شیمیایی یا انرژی از قبیل صدا، گرما یا نور باشد. مواد آلوده‌کننده‌ای که در پی رویدادهای طبیعی پدید می‌آیند زمانی به عنوان آلاینده شناخته می‌شوند که میزان آن‌ها از حدّ طبیعی بگذرد. در سال ۲۰۱۵ آلودگی باعث مرگ ۹ میلیون انسان شده است.
آلودگی را اغلب در دو گونه دسته‌بندی می‌کنند: آلودگی با منبع نقطه‌ای و آلودگی با منبع غیرنقطه‌ای. نوع اول برای نمونه آلودگی آب است که از منبعی یا نقطه‌ای سرچشمه می‌گیرد نظیر مجرای خروجی یک فاضلاب. نوع دوم به آلودگی تغذیه شده از یک ناحیه وسیع و نه از یک محل ویژه اشاره دارد.

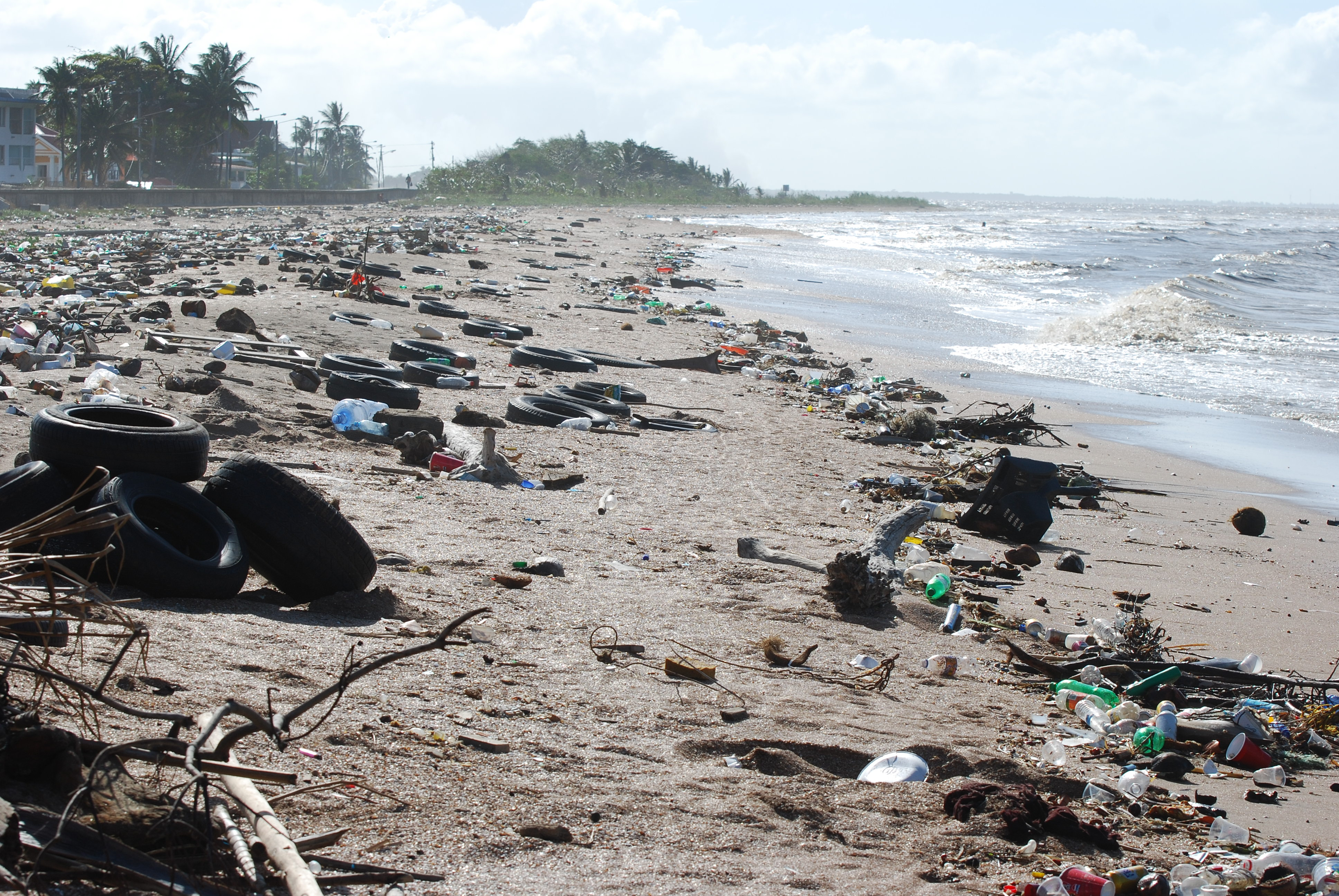
مشکل آشغال ریزی در ساحل گویان

گونه‌های اصلی آلودگی عبارتند از: آلودگی هوا، آلودگی نوری، آشغال پراکنی، آلودگی صوتی، آلودگی خاک، آلودگی رادیواکتیو، آلودگی گرمایی، آلودگی بصری، آلودگی آب.

## آلودگی شهری

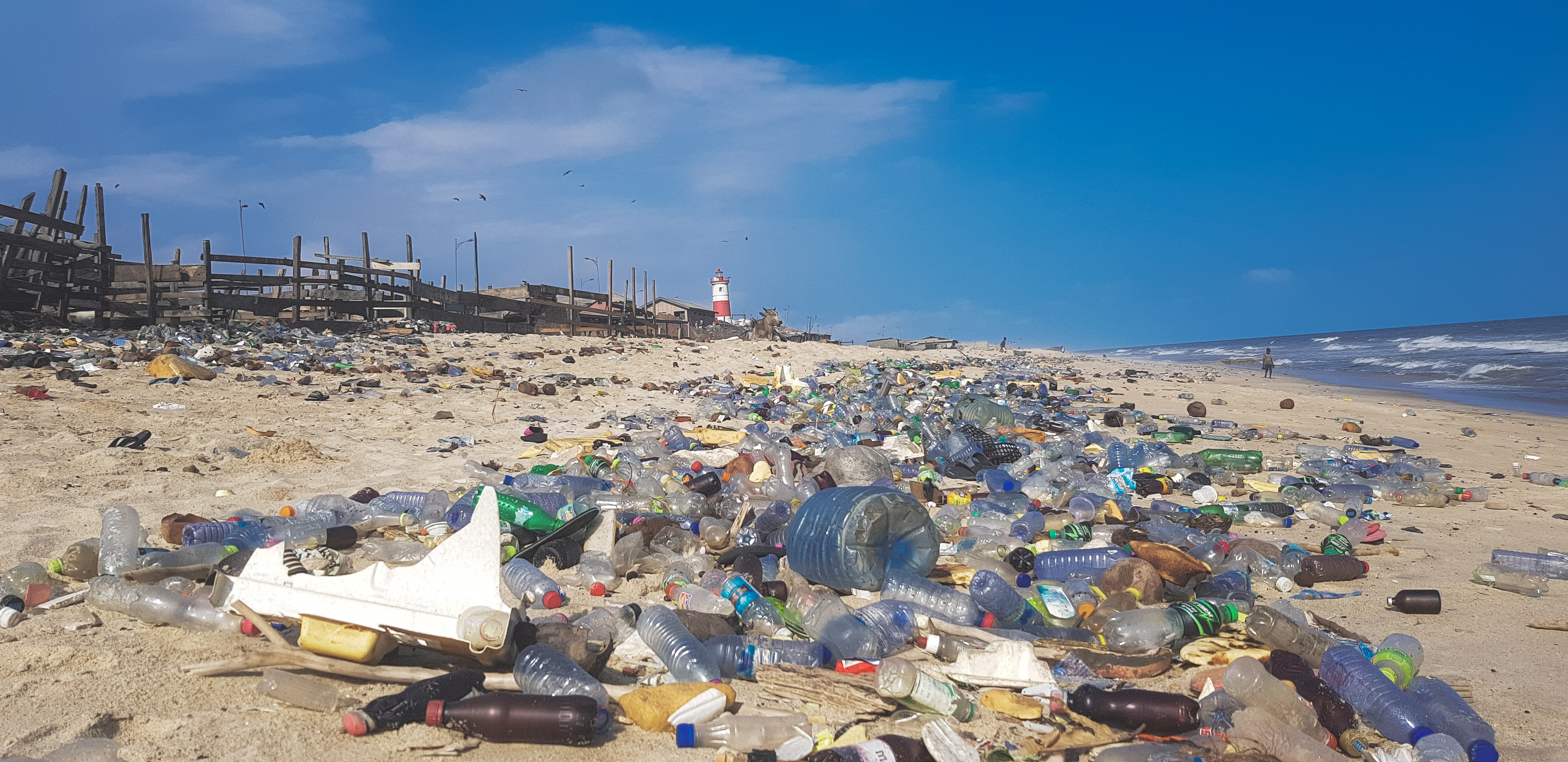
زباله‌های پلاستیکی در غنا، ۲۰۱۸

سوزاندن زغال و چوب، و وجود دستگاه‌های فراوان در یک منطقه به صورت متراکم باعث شده شهرها منبع اصلی آلودگی گردند. انقلاب صنعتی باعث ریختن مواد شیمیایی تصفیه نشده و زباله‌ها به جریان‌های آب محلی که منبع آب مصرفی بود، گردید. هم چنین انقلاب صنعتی باعث شکل‌گیری این آلودگی زیست‌محیطی که ما امروز می‌شناسیم شد.
در سال‌های ۱۸۷۰، وضعیت بهداشتی در برلین جزو بدترین موارد در اروپا بود.
آلودگی هوا در انگلستان مخصوصاً در اواخر انقلاب صنعتی به مشکلی پایدار تبدیل شده بود، تا جایی که مه‌دود بزرگ ۱۹۵۲ لندن اتفاق افتاد و نزدیک به ۱۲ هزار نفر بر اثر آن جان خود را از دست دادند.
افزایش شواهد آلودگی در نقاط مختلف جهان و همچنین افزایش افراد آگاه، باعث شکل‌گیری محیط زیست‌گرایی و جنبش محیط زیست شده است، که عمده هدف آن کاهش اثرات انسان بر روی کره زمین است.

## هزینه‌های آلودگی

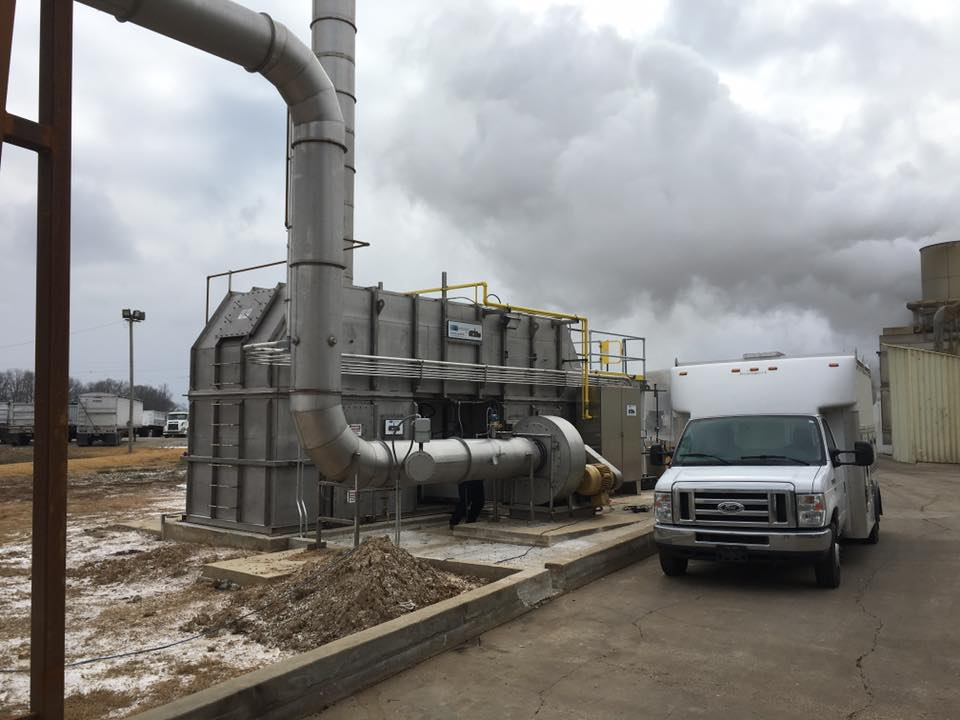
از اکساینده حرارتی برای تصفیه دودهای صنعتی استفاده می‌شود.

آلودگی هزینه دارد. فعالیت‌های تولیدی و کارخانه‌هایی که باعث آلودگی می‌شوند بر روی تمام جامعه هزینه‌های بهداشتی و تمیزکاری تحمیل می‌کنند. برای مثال فعالیتی که باعث آلودگی هوا می‌شود مثالی از اثرات جانبی منفی تولید می‌باشد. یک اثر جانبی منفی زمانی اتفاق می‌افتد که «تولید یک کارخانه سلامت افرادی را که در آن فعالیت دخیل نیستند را به خطر می‌اندازد.»
آلودگی همچنین می‌تواند برای شرکت‌هایی که آن را تولید می‌کنند نیز هزینه ایجاد کند. گاهی شرکت‌ها ترجیح می‌دهند، التزام قانونی داشته باشند، تا آلودگی تولیدی خود را کاهش دهند. هزینه‌های ناشی از این عمل در سال ۲۰۰۵ در آمریکا نزدیک به ۲۷ میلیارد دلار بوده است.

## مقررات و نظارت
برای محافظت از محیط زیست در برابر اثرات نامطلوب آلودگی، بسیاری از کشورها در سراسر جهان قوانینی را برای تنظیم انواع آلودگی‌ها و همچنین کاهش اثرات نامطلوب آلودگی وضع کرده‌اند.